# Palazzo Tarasconi

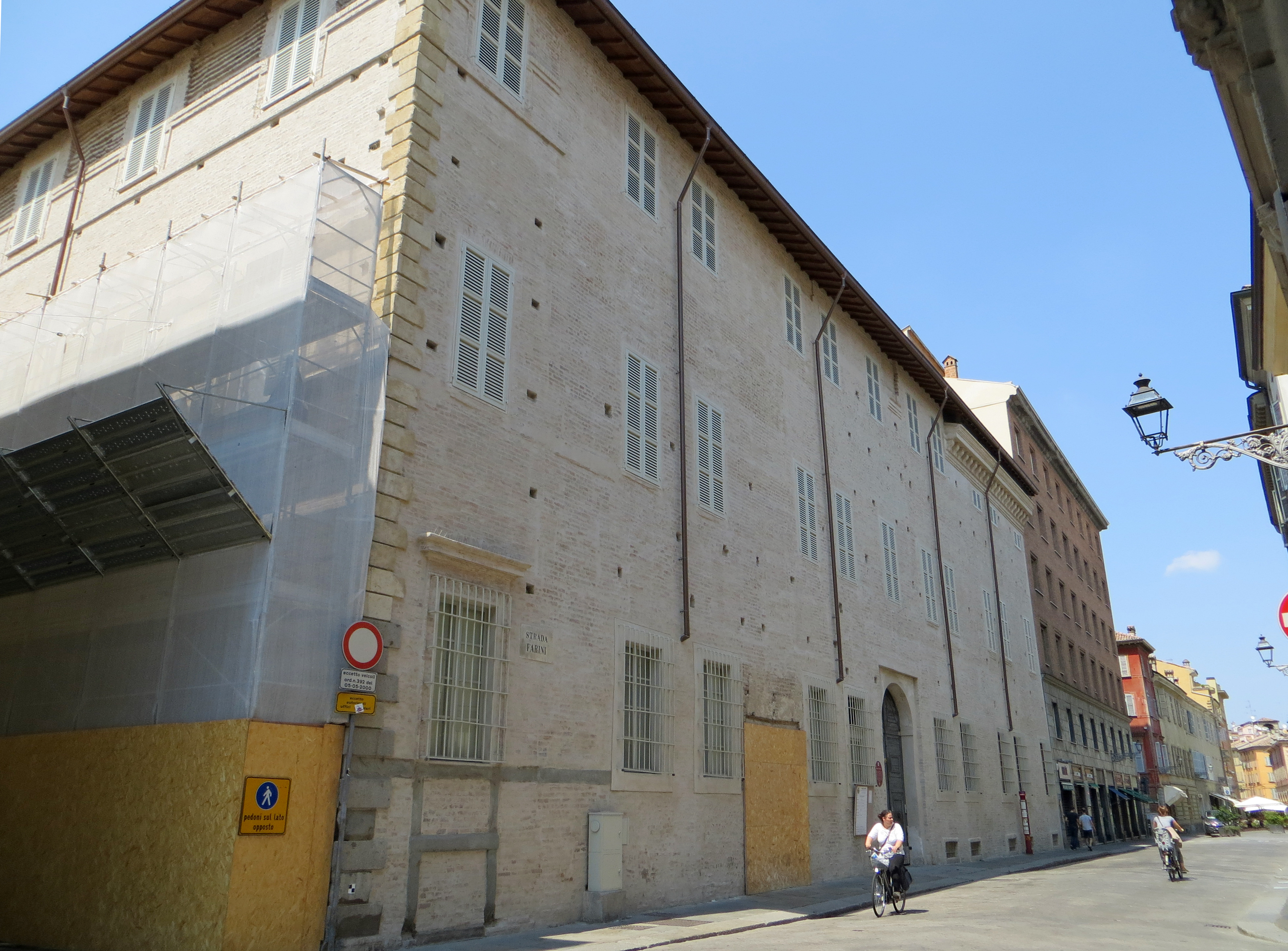
Palazzo Tarasconi in Parma

Der Palazzo Tarasconi, auch Palazzo Soragna Tarasconi genannt, ist ein Renaissancepalast im historischen Zentrum von Parma in der italienischen Region Emilia-Romagna. Er liegt in der Strada Farini 37.

## Geschichte
Der große Palast wurde gegen Ende des 16. Jahrhunderts im Auftrag der Brüder Scipione und Alessandro Tarasconi vermutlich unter der Leitung von Giovanni Francesco Testa errichtet, wobei Teile der bereits dort existierenden Gebäude aus dem 14. Jahrhundert mit artikulierter Konstruktion integriert wurden.
Nach dem Tod des Architekten übernahm fast sicher Giovanni Battista Magnani die Leitung der Baustelle und begleitete die bedeutende Erweiterung nach 1604, die den Westflügel des Gebäudes und den gesamten südlichen Teil an der heutigen Strada al Ponte Caprazucca betraf, wo die vorher dort existierende Vorhalle abgerissen wurde.
Bereits um die Mitte des 17. Jahrhunderts übernahm ein weiterer Architekt, der die charakteristische Wendeltreppe an der Südwestecke des Innenhofes bauen und die Fenster an den Fassaden im obersten Stockwerk des Palastes, der jedoch unvollendet blieb, erhöhen ließ.
1857 ernannte der letzte Graf, Luigi Tarasconi, der keine direkten Nachkommen hatte, Luigi Lupo Meli-Lupo di Soragna zu seinem Universalerben. Dieser fügte im Folgejahr seinem eigenen Nachnamen den der Tarasconis an und vereinigte die Wappen der beiden Familien.
1860 wurde in diesem Gebäude die erste Sparkasse von Parma eingeweiht, die später in den Palast an der Piazza Garibaldi verlegt wurde.
Zwischen dem Ende des 19. Jahrhunderts und dem Anfang des 20. Jahrhunderts wurden schließlich die Rückfront des Gebäudes, die sich zum dahinter liegenden Hof hin öffnet, leicht verändert und in den Innenräumen einige Modifikationen durchgeführt.
2014 verkauften die Meli-Lupi di Soragna Tarasconi den Palast an den Unternehmer Corrado Galloni, der im Folgejahr mit Restaurierungsarbeiten am gesamten Gebäude beginnen ließ.

## Beschreibung

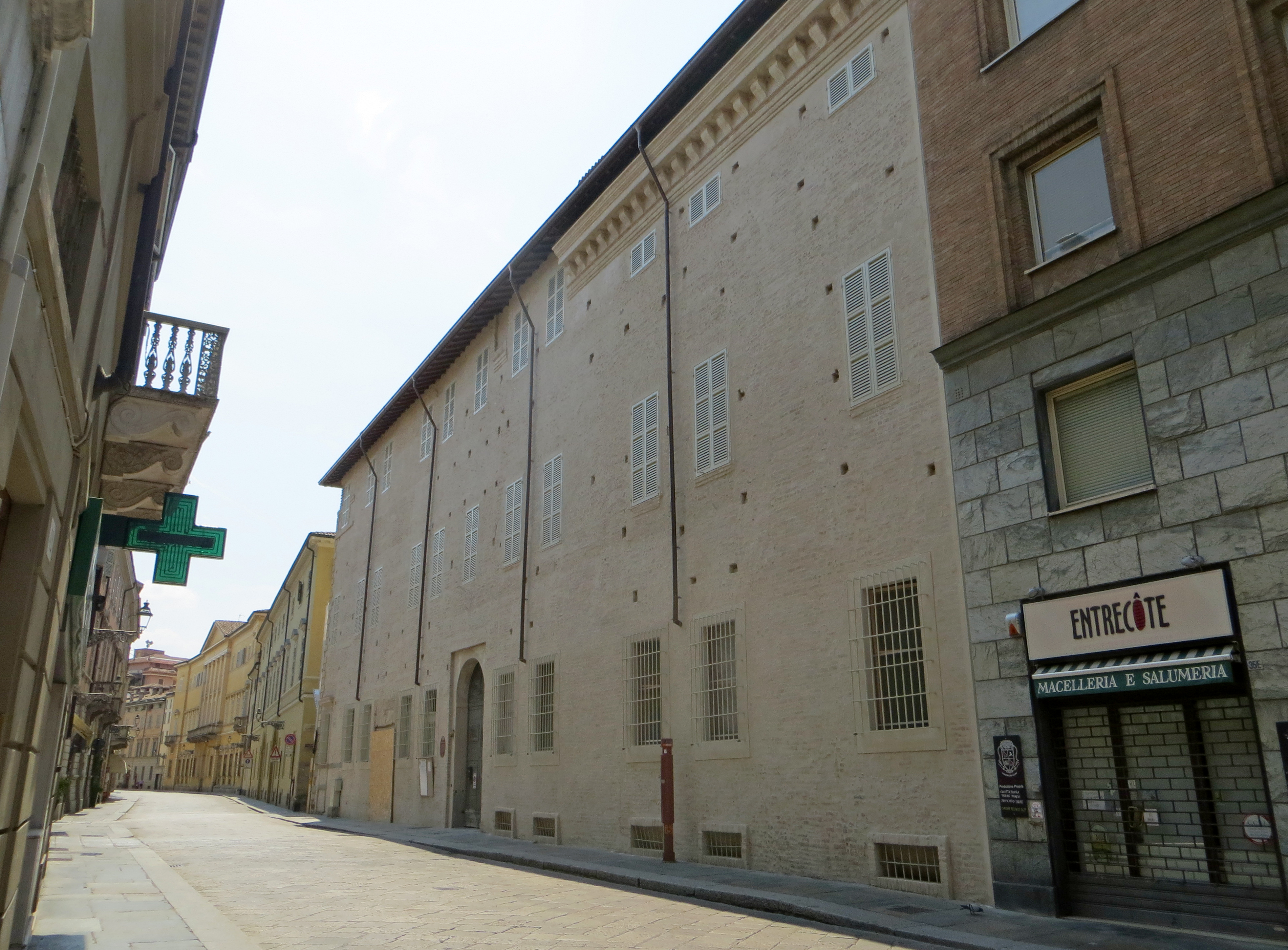
Fassade

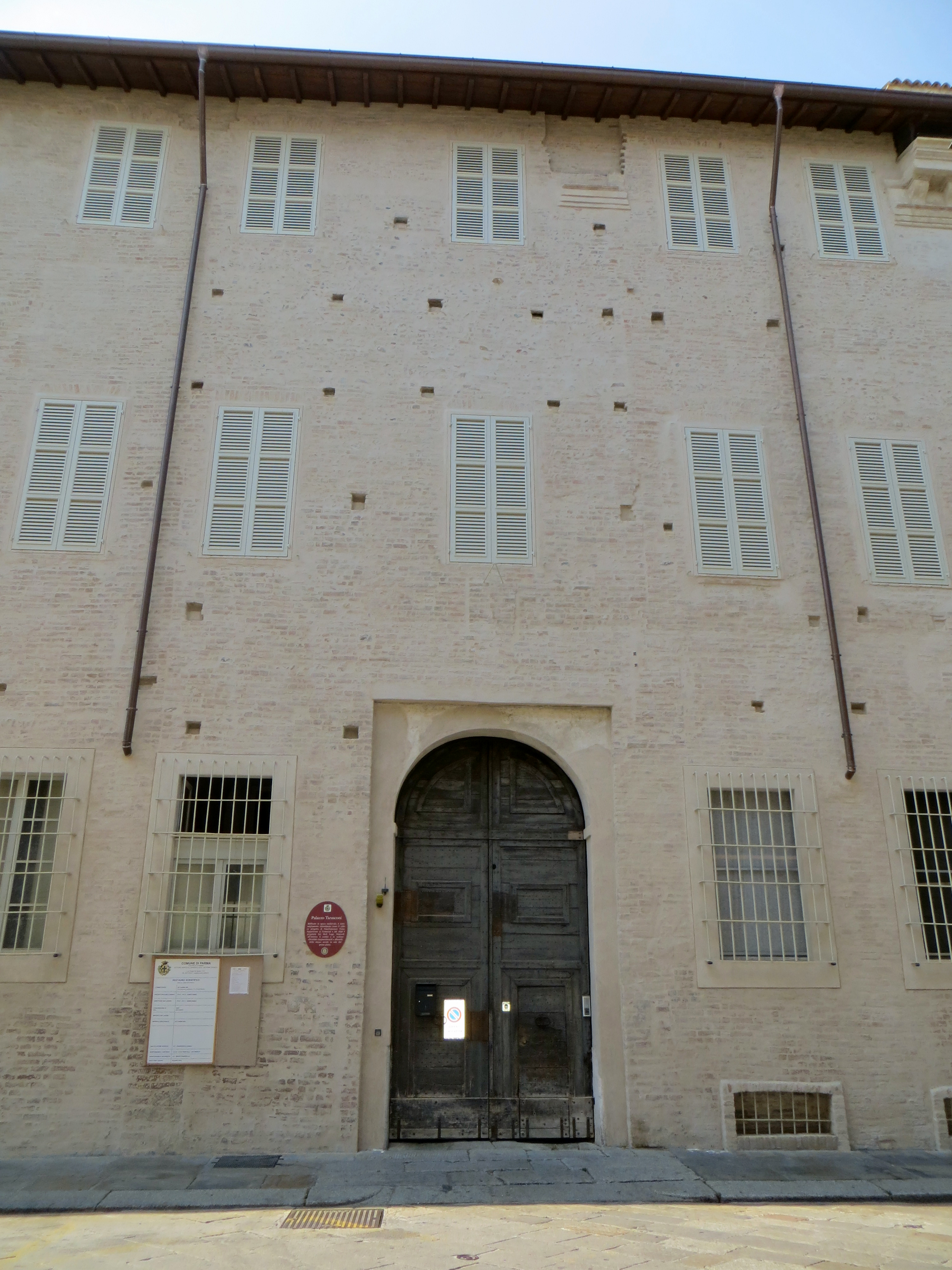
Eingang

Der Palast hat einen rechteckigen Grundriss und ist rund um einen Ehrenhof in der Mitte angeordnet. Auf der Rückseite liegt ein weiterer Hof, in dem ein Garten angelegt ist; dort gibt es noch den alten Nymphenbrunnen, der bühnenreif genau in der Achse mit dem Eingangsportal an der Strada Farini angeordnet ist.
Die Hauptfassade, die vollständig in Mauerziegeln errichtet ist, zeigt die früheren, spätmittelalterlichen Gebäude, auf denen der Palast errichtet wurde, dessen äußere Dekoration aber dennoch unvollendet blieb. Die Fenster haben keine Rahmen und das fein ausgearbeitete Traufgesims existiert nur im Nordteil der Fassade. Die Seitenfassade zur Strada al Ponte Caprazucca, die nach 1604 auch in Mauerziegeln ausgeführt wurde, fiel, obwohl sie ebenfalls unvollendet blieb, regelmäßiger aus und ihre Fenster im Erdgeschoss haben kniende Steinkonsolen mit einem griechischen Motiv auf der Fensterbank.
Der quadratische Innenhof, der vermutlich aus nach 1604 entstand, ist durch eine elegante Vorhalle, die sich über alle vier Seiten zieht, gekennzeichnet; sie hat Rundbogenarkaden, die auf dorischen Säulen ruhen. An der Südostecke führt die mit einer Balustrade versehene Ehrentreppe in Marmor im Inneren eines rechteckigen Raumes, der mit einem Lünettengewölbe versehen ist, zur Loggia im ersten Obergeschoss, die sich zum Innenhof mit einer gleichartigen, dorischen Kolonnade öffnet.
In der Südwestecke des Innenhofes gibt es dagegen im Inneren eines Raumes, mit einer ovalen Kuppel eine auf dorische Säulen gestützte Wendeltreppe, die, sich dreimal drehend, bis ins dritte Obergeschoss führt. Die Treppe wurde um die Mitte des 17. Jahrhunderts geschaffen, vermutlich auf Zeichnungen von Giovanni Francesco Testa basierend.
Im ersten Obergeschoss öffnet sich zur Strada Farini hin ein Salon mit hölzerner Kassettendecke aus dem späten 16. Jahrhundert, die in neun vollständig verzierte Quadrate unterteilt ist. In der Mitte sticht die vermutliche Abbildung des Frühlings hervor, während um diese Darstellung herum verschiedene Groteskenmotive im Wechsel mit weiblichen Gesichtern, Vögeln und Löwen angeordnet sind. Als oberer Abschluss der Wände verläuft ein Fries, der im Inneren von Rahmen 12 Szenen des Alten Testaments zeigt, die strukturell eng mit der Anordnung der Deckenkassetten verbunden sind. Ein gleichartiger Fries findet sich an den Wänden des an den Salon anschließenden Dachgeschosses, das wegen der Umbauarbeiten nach 1604 dorthin versetzt wurde, bei denen die Decke des darunter liegenden Raumes abgesenkt wurde. Die Malerei auf den Deckenkassetten wurde vermutlich von Cesare Baglioni geschaffen, wogegen die Friese wahrscheinlich später von seinen Helfern fertiggestellt wurden, darunter von Girolamo Curti, genannt „il Dentone“, Angelo Michele Colonna und Giovanni Maria Conti della Camera.
Im Sala delle Grottesche, direkt südlich des Salons, sticht unter der Kassettendecke ein weiterer Fries hervor, der Baglioni zugeschrieben wird und bei der letzten Restaurierung entdeckt wurde. Die Fresken zeigen eine Reihe von Landschaften im Wechsel mit Groteskendekorationen, die weibliche Hermen, begrenzt durch Rahmen, darstellen.
Im Erdgeschoss des Südflügels des Palastes ist ein Saal durch Groteskendekorationen in Tempera an der Rechteckgewölbedecke vom Anfang des 17. Jahrhunderts gekennzeichnet. Im Inneren der Rahmen ist die Geschichte der Jona dargestellt. Darüber hinaus sind in einigen Räumen zur Strada Farini hin auf dem Putz verschiedene Spuren von Fresken aus dem 16. und 17. Jahrhundert erhalten, auf denen Landschaften abgebildet sind und die bei den stratigraphischen Untersuchungen gefunden wurden, die bei der letzten Restaurierung durchgeführt wurden.